# Đồng cỏ Bắc Mỹ

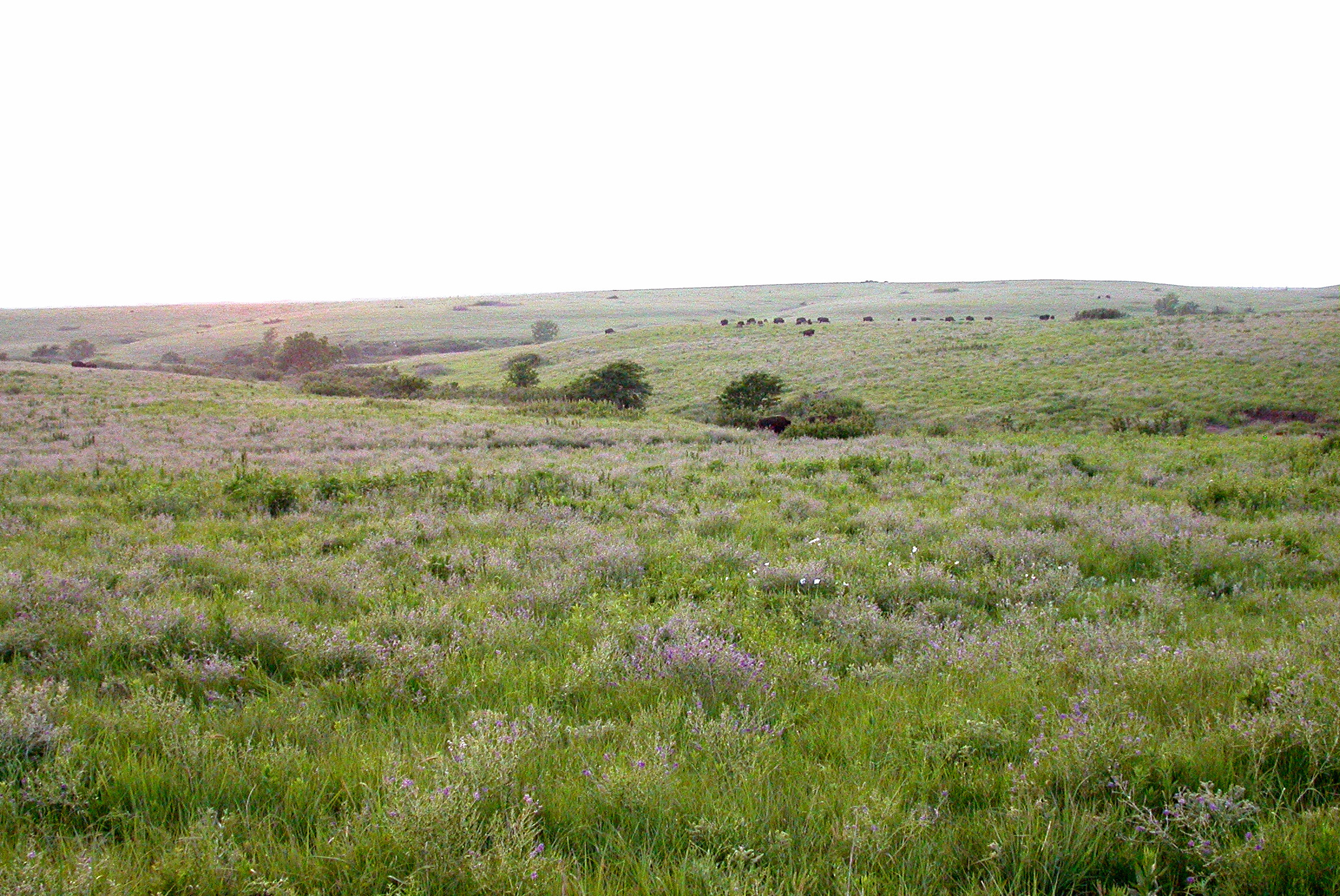
Đồng cỏ Bắc Mỹ

Đồng cỏ (tiếng Anh và tiếng Pháp: prairie) là một vùng đất có địa hình thấp có các loại cỏ, thảo mộc, một ít cây cối mọc trên đó. Nó giống thảo nguyên nhưng thảo nguyên thường chỉ có cỏ thấp và có khí hậu khô cằn. Khí hậu của kiểu đồng cỏ này thường là ẩm thấp.

## Tại Bắc Mỹ
Những vùng đất đặc trưng được gọi bằng tên gọi prairie thường là ở Bắc Mỹ. Thuật ngữ này bao gồm phần lớn những khu vực được gọi tên như Đại Bình nguyên của Hoa Kỳ và Canada. Tại Hoa Kỳ, khu vực đồng cỏ bao gồm phần lớn hoặc toàn thể các tiểu bang Bắc Dakota, Nam Dakota, Nebraska, Kansas, Oklahoma, Texas, Colorado, Wyoming và Montana, và những vùng khá lớn của các tiểu bang Indiana, Illinois, Iowa, Missouri, Wisconsin và Minnesota. Thung lũng miền Trung của California cũng là đồng cỏ. Các đồng cỏ Canada chiếm những khu vực rất lớn của các tỉnh bang Manitoba, Saskatchewan, và Alberta.

## Xem thêm

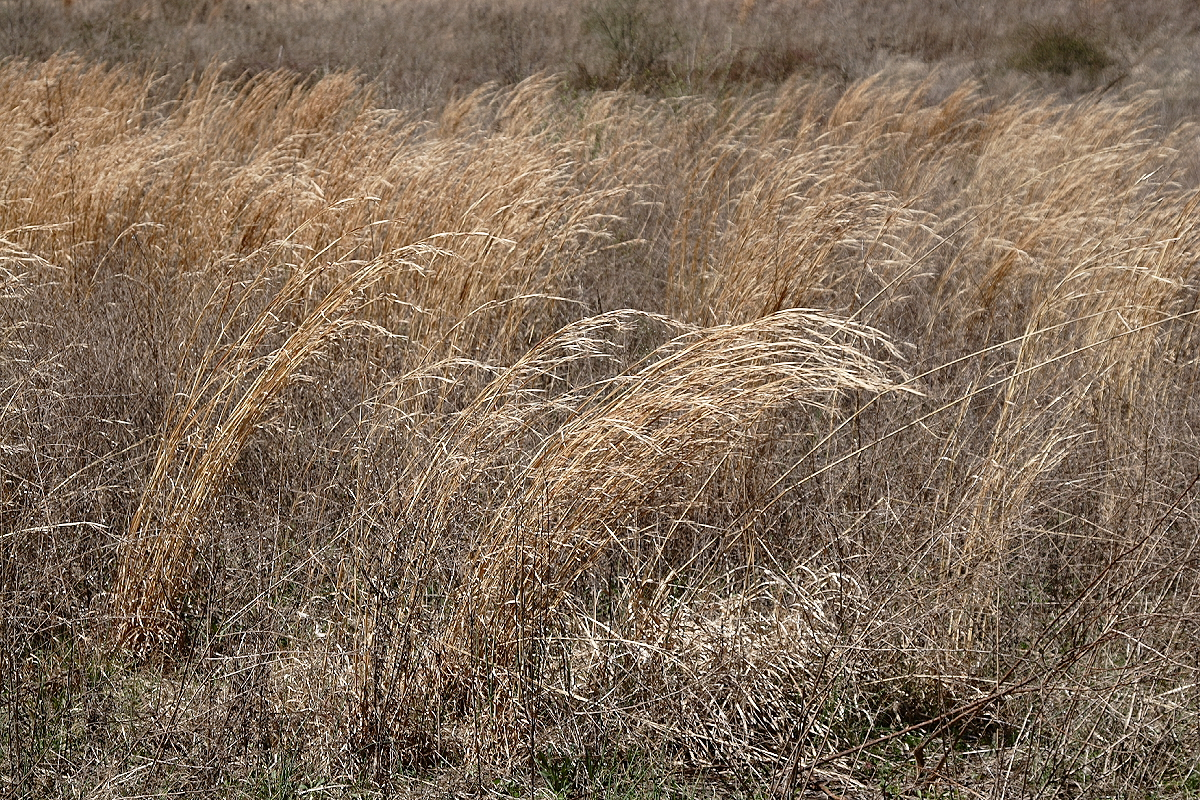
Cỏ trên đồng cỏ tại Bắc Mỹ